# Жалин (Україна)
Жа́лин — село в Україні, у Рівненському районі Рівненської області. Населення становить 691 осіб. Розташоване над річкою Горинь, за 57 км від Рівного. У селі працює загальноосвітня школа І-ІІ ступенів, 3 магазини, кафетерій, фельдшерсько-акушерський пункт, публічно-шкільна бібліотека, поштове відділення, православна церква, сільський клуб, фермерське господарство «Россава».

## Географія
Розташоване на лівому березі річки Горинь, за 57 км від Рівного, за 18 км від Костополя. У селі є озеро під назвою «Попове урочище». За селом два кургани. Поблизу Жалина, у басейні річки Горинь, розташоване заплавне нерестовище для іхтіофауни фіто-стагнофільного комплексу.

## Символіка
Символи затверджені 28 листопада 2024 року рішенням Костопільської міської ради. Автори – А. Гречило та Ю. Терлецький.

### Герб
На срібному вістрі синя церква зі срібними рамами дверей і вікон та золотим хрестом, обабіч у синіх полях - по срібному серпу золотим руків’ям вгору.
Церква уособлює місцеву пам’ятку - церкву Преображення Господнього. Серпи означають переказ про одну з версій про походження назви села від слова «жати». Сині поля символізують багаті водяні ресурси. Щит увінчано золотою сільською короною з колосків, що вказує на статус села.

### Прапор
Квадратне полотнище, з нижніх кутів до середини верхнього краю йде білий клин, на якому синя церква з білими рамами дверей і вікон та жовтим хрестом, обабіч на синіх полях по білому серпу жовтим руків’ям вгору.

## Історія
За поборовим реєстром 1589 року серед 30 інших сільських поселень Степанської волості згадуються й Жалин. За іншими даними вперше згадується в 1620 або в 1776 році. Наприкінці XIX століття в селі було 82 доми, 684 жителів, дерев'яна церква, побудована в 1776 році.
З 1921 року Жалин в складі західноукраїнських земель належав Польщі. У вересні 1939 року Жалин переходить до СРСР. Проте вже 29 червня 1941 року, після початку Німецько-радянської війни, німецькі війська зайняли село. У селі діяв загін УПА, що стало причиною загибелі багатьох селян від рук працівників НКВД. 19 січня 1944 року в Жалин увійшла Червона армія. 15 жовтня 1949 року почали насильно зганяти людей в колгосп. У 1950 році створено колгосп імені М. Хрущова, який пізніше називався «Зоря комунізму» і «Зоря».

## Населення
За переписом населення 2001 року в селі мешкало 690 осіб.

### Мова
Розподіл населення за рідною мовою за даними перепису 2001 року:
| Мова       | Відсоток |
| ---------- | -------- |
| українська | 99,71 %  |
| російська  | 0,29 %   |

## Релігія
У селі розташована Свято-Преображенська церква. 21 січня 2019 року громада села на парафіяльних зборах абсолютною більшістю голосів ухвалила рішення про перехід до Православної церкви України. До цього сільська громада належала до Української православної церкви Московського патріархату.
У другій половині XVIII століття парафія Жалина належала до Степанського деканату уніатської церкви. У селі була розташована церква Преображення Господнього, збудована в 1776 році на кошти колишньої поміщиці Констанції Томашевської.